# کونگ‌فوی مرگبار
کونگ‌فوی مرگبار (چینی: 一个人的武林) یک فیلم اکشن و دلهره‌آور هنگ کنگی-چینی محصول سال ۲۰۱۴ به کارگردانی تدی چان با بازی دانی ین، وانگ بائوچیانگ، چارلی یانگ و میشل بای است. این فیلم برای اولین بار در جشنواره فیلم لندن در ۱۲ اکتبر ۲۰۱۴ به نمایش درآمد. بعداً در ۳۰ اکتبر ۲۰۱۴ در هنگ کنگ و ۳۱ اکتبر ۲۰۱۴ در چین به نمایش درآمد.
این فیلم با عنوان کونگ‌فوکار قاتل در بریتانیا و ایالات متحده منتشر شد. با موفقیت در منتقدان، نامزد جوایز متعدد فیلم هنگ کنگ شد. در ۱۹ آوریل ۲۰۱۵، این فیلم برنده جایزه فیلم هنگ کنگ برای بهترین مبارزه اکشن شد. نشان دهنده چهارمین باری است که دانی ین این جایزه را برنده شده‌است.

## داستان
هاهو مو، متخصص هنرهای رزمی و مربی دفاع شخصی پلیس (دانی ین) به دلیل قتل غیرعمد در حین درگیری با حریف زندانی می‌شود. سه سال بعد، یک قاتل شرور (وانگ بائوچیانگ) ظاهر می‌شود و شروع به کشتن استادان بازنشسته هنرهای رزمی می‌کند که هاهو مو را می‌شناسد. هاهو با برنامه شخصی خود فاش می‌کند، که قربانیان بعدی قاتل را می‌شناسد و به بازرس لوک یوئن سام (چارلی یانگ) در دستگیری قاتل با مهارت‌ها و دانش هنرهای رزمی خود در ازای آزادی او کمک می‌کند.

## بازخوردها
در راتن تومیتوز، این فیلم بر اساس ۱۷ نقد، با میانگین امتیاز ۶٫۷ از ۱۰، دارای ۷۱ درصد امتیاز است.